# Шлемов, Анатолий Фёдорович
Шлемов Анатолий Фёдорович (14 октября 1949, Ленинград — 16 мая 2018, Москва) — советский и российский военный деятель, офицер военно-морского флота, начальник Управления кораблестроения ВМФ — заместитель начальника кораблестроения, вооружения и эксплуатации вооружения Военно-морского флота по кораблестроению и вооружению, директор департамента гособоронзаказа Объединённой судостроительной корпорации, вице-адмирал, лауреат премии Правительства РФ.

## Биография
Шлемов Анатолий Фёдорович родился 14 октября 1949 года в Ленинграде в семье военного моряка, учёного в области прочности и боевой защиты кораблей Фёдора Степановича Шлемова. В 1967 году Анатолий Шлемов окончил с золотой медалью Ленинградское НВМУ и поступил на кораблестроительный факультет Высшего военно-морского инженерного училища имени Ф. Э. Дзержинского. С 1972 года, после окончания училища, служил командиром электротехнической части транспортного дока судоремонтного завода, затем младшим военным представителем военного представительства на Северном флоте.
С 1979 года, после окончания с золотой медалью Военно-морской академии назначен заместителем старшего военного представителя, а затем старшим военным представителем военного представительства на Северном флоте. Являлся заместителем ведущего военпреда по кораблестроительной части при строительстве головного проекта многоцелевой атомной подводной лодки проекта 971 «Щука-Б» (К-284 «Акула»)
В 1987 году был переведён в Главное управления кораблестроения ВМФ, где служил старшим офицером группы отдела подводных лодок, начальником группы, заместителем начальника и начальником отдела подводных лодок. В 1996 году окончил Академию народного хозяйства при Правительстве РФ. В том же году стал лауреатом премии Правительства РФ и назначен заместителем начальника Управления кораблестроения ВМФ. В 1998 году назначен начальником Управления кораблестроения ВМФ.
22 декабря 1999 года Указом Президента РФ № 1675 «О присвоении воинских званий высших офицеров военнослужащим Вооруженных Сил Российской Федерации» А. Ф. Шлемову было присвоено звание контр-адмирал.
14 мая 2004 года был назначен начальником Управления кораблестроения — заместителем начальника кораблестроения, вооружения и эксплуатации вооружения Военно-морского флота по кораблестроению и вооружению. В марте 2005 года назначен врио начальника управления заказов и поставок кораблей, морского вооружения и военной техники Минобороны России.
В 2006 году А. Ф. Шлемову было присвоено звание вице-адмирала.
Являлся директором департамента гособоронзаказа Объединённой судостроительной корпорации (ОСК).
Скончался 16 мая 2018 года в Москве. Похоронен на Троекуровском кладбище рядом с супругой.

## Награды
- Орден «За службу Родине в Вооружённых Силах СССР» 3 степени
- Орден Красной Звезды
- Орден «За военные заслуги»
- медали СССР и России

## Семья
- Отец — Шлемов, Фёдор Степанович (1914—2002) — учёный в области прочности и боевой защиты кораблей, педагог, доктор технических наук, профессор, заслуженный деятель науки и техники РФ, капитан 1 ранга
- Брат — Шлемов Юрий Фёдорович (1955-2023), начальник лаборатории — заместитель начальника отделения, член Ученого совета ФГУП «Крыловский государственный научный центр», кандидат технических наук.
- Жена — Шлемова Валентина Константиновна (1949—2017), пианист, преподаватель по классу фортепьяно.
- Дочь — Татулова Анастасия Анатольевна, предприниматель, владелица сети семейных кафе-кондитерских «АндерСон»[6].
- Дочь — Гамова Екатерина Анатольевна, бренд-директор сети семейных кафе-кондитерских «АндерСон».

## Память
- 16 августа 2018 года «в целях увековечивания памяти заслуженного кораблестроителя», приказом Главнокомандующего ВМФ № 747 строящемуся на Средне-Невском судостроительном заводе морскому тральщику проекта 12700, заводской номер 527, присвоено действующее наименование «Анатолий Шлемов»[7]. Корабль торжественно спущен на воду в декабре 2021 года[8], с 2022 года несёт службу в составе бригады Охраны водного района Войск и Сил на Северо-Востоке России[9].